# Cross Racing Championship 2005
Cross Racing Championship 2005 (CRC 2005) es un videojuego de carreras desarrollado por Invictus Games y lanzado el 4 de octubre de 2005 para Microsoft Windows. La banda de metal húngara Szeg contribuyó con la banda sonora. El juego combina elementos de rallycross con los de tuning. Fue relanzado el 18 de septiembre de 2018 como Cross Racing Championship Extreme en la tienda de Steam.

## Jugabilidad
El juego no tiene una trama fija: es mucho más una combinación de una carrera, una carrera con tiempo, una carrera única y un modo multijugador típico de los juegos de carreras. Además, CRC 2005 también tiene un modo llamado "Free Ride", que le permite explorar las ubicaciones libremente sin limitarse a las rutas previamente definidas. Entonces el jugador puede llegar a lugares que no son accesibles en carreras normales.
El juego tiene dos modos multijugador diferentes. En primer lugar, el multijugador en línea disponible en el mercado y el multijugador LAN, que permite a un cierto número de jugadores jugar juntos en sus propias computadoras a través de Internet. Los servidores ahora se han apagado. Sin embargo, todavía es posible jugar a través de Internet a través de LAN o una red LAN virtual. Una característica especial es el "asiento caliente": aquí varios jugadores se turnan en una computadora e intentan alcanzar el mejor tiempo en una pista previamente seleccionada. En consecuencia, este modo también se puede usar sin conexión.
El modo carrera es el corazón del juego y antes de que los nuevos vehículos, rutas y partes estén disponibles para el jugador en los otros modos, primero debe desbloquearlos allí. Puede elegir entre una gran cantidad de pintura y su propio número de inicio. El jugador comienza con vehículos de la serie clásica en equipo estándar en pistas de barro, luego avanza a través de carreras de nieve y carretera para finalmente competir en un circuito de carreras real y asfaltado. En cada carrera, el jugador tiene que competir contra hasta ocho oponentes de la computadora. A medida que avanzan sus carreras, controlan cada vez mejor sus vehículos y también pueden ser hostiles o temer al jugador. Esto puede conducir a situaciones en las que un conductor no se defiende contra los adelantamientos mientras que el otro se defiende e incluso golpea deliberadamente al jugador. Los oponentes de IA siempre tienen el mismo número de inicio y librea, lo que los hace distinguibles a distancia.
El juego también tiene una gran mecánica de destrucción y física. Por ejemplo, dependiendo de la gravedad del impacto, se muestran abolladuras de diferentes tamaños en el vehículo. Los parachoques pueden caerse e incluso toda la carrocería puede deformarse. También es posible arrancar neumáticos y dañarlos. El vehículo puede repararse con solo presionar un botón después de demasiado daño: el jugador vuelve a la carrera sin perder mucho tiempo. Sin embargo, esta función también se puede desactivar, lo que obliga a conducir con más cuidado, especialmente en el modo multijugador.

## Los vehículos
El juego tiene un total de ocho vehículos, que están inspirados en automóviles reales, pero tienen nombres elegantes por razones de licencia. También hay algunas desviaciones en el cuerpo.
Una lista de vehículos con los nombres dados en el juego y el modelo original:
- Quadro AD (Audi Quattro)
- Corus (Ford Focus)
- Pickup (Ford Ranger)
- Scheforn (Vehículo de fantasía)
- C-Racer 4x4 (Suzuki Vitara)
- T8 Classic (Donkervoort D8 GTO)
- Revo GT (BMW E36)
- Buggy (VW Buggy)

Además, hay muchos mods principalmente de Europa del Este que agregan más vehículos al juego.
Un aspecto importante en el juego es el tuning. Si el jugador comienza con vehículos de la serie sin cambios, puede mejorarlos desbloqueando partes durante el juego y aumentando significativamente el rendimiento general. Se pueden hacer ajustes en el motor, la transmisión, el freno, la suspensión, el diferencial y tracción total para vehículos que en realidad solo se entregan con tracción delantera, así como también en la carrocería. También puede elegir entre una gama de diferentes acabados de pintura. El jugador también debe elegir el compuesto de neumático más adecuado: puede elegir entre un total de seis juegos para diferentes superficies. La elección incorrecta de los neumáticos puede hacer que conducir sea extremadamente difícil o incluso imposible.

## Las pistas
El juego tiene un total de seis ubicaciones diferentes. Dependiendo de la carrera, estos se replantean de manera diferente con barandillas para formar una ruta. Entonces, el jugador a menudo conduce en el mismo lugar durante su carrera, pero siempre en rutas ligeramente diferentes. Todas las ubicaciones son imaginativas, pero cada una contiene elementos típicos del país en el que se supone que deben ubicarse.
Las carreras en Reino Unido tienen lugar en caminos públicos pero cerrados y caminos de tierra a través de un bosque. Hay un ambiente otoñal. Francia ofrece carreras de verano en Serpentine y caminos de grava cortos. En las carreras Estados Unidos tienen lugar en la playa, lo que recuerda claramente la atmósfera California s. Las carreras de invierno a través de bosques nevados y lagos congelados ofrecen Finlandia. En Alemania las carreras a distancia se realizan en un recorrido completo, que se basa en Nürburgring y Hockenheimring. Las carreras típicas Rallycross, por otro lado, tienen lugar en una ruta compuesta de Concrete, Mud y Earth en Hungría.

## Extra
Es posible que el reproductor copiar su propia música como archivos MP3 en la carpeta del juego. Estos se pueden seleccionar y reproducir en el juego. Esto también es posible durante una carrera o mientras conduce. Se incluyó una versión demo limitada a dos carreras en muchos CD de compilación en Europa.

## Recepción
El juego fue calificado como bueno, pero no era muy conocido. Metacritic otorgó 77 de los 100 puntos posibles. CRC 2005 también recibió buenas o muy buenas críticas de los propios jugadores.